# Zaalvoetbal Klub Koersel
Lo Zaalvoetbal Klub Koersel è una squadra belga di calcio a 5 con sede a Koersel, frazione della città di Beringen.

## Storia
La società è stata fondata nel 1979 ma è approdata nei campionati nazionali solamente nella stagione 1990-91. Grazie a due promozioni consecutive, nella stagione 1992-93 debutta nella massima serie. Eccetto il campionato 1995-96, trascorso nella Division 2, la squadra disputerà la Division 1 fino alla stagione 2002-03. Al termine di questa, la società unisce le forze con la dirigenza del KST Hasselt. Nella fusione, il titolo sportivo del Cobra Primus Koersel viene trasferito ad Hasselt per proseguirne la tradizione sportiva come Cobra Primus Hasselt; il titolo sportivo del KST passa invece al rinato ZVK Koersel che si iscrive al girone B di Division 2 2003-04.